# Carl Jehander
Carl Johan Jehander, född 11 maj 1833 i Färgaryds socken, Jönköpings län, död 9 januari 1911 i Ängelholm, var en svensk ingenjör, bruksägare, industriman och riksdagspolitiker. 
Jehander var verksam som byggmästare och var bland annat ansvarig för byggandet av omkring 200 mil järnväg i Sverige. Han var även politiker och ledamot av riksdagens första kammare. 1874 startade han tillsammans med sin bror Malcolm Jehander (1852–1914) företaget Jehander som fortfarande existerar. 
Han ägde Hörle slott och bruk men bodde större delen av sitt verksamma liv i Stockholm. Hans residens i huvudstaden var huset Kammakargatan 12. 1901 sålde han sitt fastighetsbestånd och flyttade till Ängelholm där han avled 1911. Han gravsattes den 16 januari 1911 på Norra begravningsplatsen i Solna.